# Tadeusz Bartosik
Tadeusz Bartosik (né le 15 mai 1925 à Modlnica et mort le 16 avril 1985 à Varsovie) est un acteur de théâtre, de cinéma et de télévision, réalisateur et chanteur polonais.

## Filmographie partielle
au cinéma
- 1947 : La Dernière Étape -
- 1960 : De la veine à revendre -
- 1961 : Samson -
- 1962 : Mandrin, bandit gentilhomme -
- 1976 : La Ligne d'ombre -
- 1981 : Une courte journée de travail -

à la télévision

## Récompenses et distinctions
- Croix d'officier dans l'Ordre Polonia Restituta - 1984
- Croix d'argent du Mérite (Krzyż Zasługi) - 1955